# Rhogeessa parvula
Rhogeessa parvula (H. Allen, 1866) è un pipistrello della famiglia dei Vespertilionidi endemico del Messico.

## Descrizione

### Dimensioni
Pipistrello di piccole dimensioni, con la lunghezza totale tra 68,8 e 79 mm, la lunghezza dell'avambraccio tra 27,7 e 29,8 mm, la lunghezza della coda tra 26,1 e 32 mm, la lunghezza del piede tra 4,4 e 7 mm e la lunghezza delle orecchie tra 11,9 e 14 mm.

### Aspetto
La pelliccia è corta e setosa. Le parti dorsali sono castane fulve, con la base dei peli bruno-grigiastro chiaro, mentre le parti ventrali sono fulvo-grigiastre. Il muso è largo, dovuto alla presenza di due masse ghiandolari sui lati. Le labbra sono ricoperte di corte vibrisse, mentre sul mento è presente una verruca. Gli occhi sono molto piccoli.  Le orecchie sono relativamente corte, triangolari e con l'estremità appuntita, nei maschi sono presenti delle masse ghiandolari alla base anteriore della loro superficie dorsale. Il trago è lungo e sottile. Le membrane alari sono nere e attaccate posteriormente alla base delle dita dei piedi. L'uropatagio è ricoperto di peli sulla superficie dorsale fino alla metà della tibia. Il calcar è ben sviluppato e carenato.

## Biologia

### Alimentazione
Si nutre di insetti catturati sopra specchi d'acqua.

### Riproduzione
Femmine gravide sono state catturate dalla fine di febbraio fino ai primi di giugno, mentre altre che allattavano in aprile e luglio. Danno alla luce due piccoli alla volta.

## Distribuzione e habitat
Questa specie è diffusa lungo le coste del pacifico messicane dalla parte centrale dello stato di Sonora fino all'Oaxaca.
Vive nelle foreste decidue e spinose fino a 1.500 metri di altitudine.

## Conservazione
La IUCN Red List, considerato il vasto areale e la relativa abbondanza, classifica R.parvula come specie a rischio minimo (Least Concern)).